# Moczadła (powiat lipnowski)
Moczadła – wieś w Polsce położona w województwie kujawsko-pomorskim, w powiecie lipnowskim, w gminie Skępe.
| SIMC    | Nazwa      | Rodzaj    |
| ------- | ---------- | --------- |
| 0869554 | Gęstowarka | część wsi |

W latach 1975–1998 miejscowość należała administracyjnie do województwa włocławskiego.

## Demografia
Według Narodowego Spisu Powszechnego (III 2011 r.) wieś liczyła 222 mieszkańców. Jest dziewiątą co do wielkości miejscowością gminy Skępe.